# لی سی
لی سی (به چینی: 李斯) نخست وزیر قدرتمند دودمان چین بین ۲۴۶ ق. م تا ۲۰۸ ق. م بود. او همچنین خوشنویس نام‌آوری نیز بود. لی سی در خدمت هر دو فرمانروای دودمان چین چه‌این شی هوانگ و چین ار شی بود که با قوانین پنج مجازات به اعدام محکوم شد و در بازار شهر شیانگیانگ دو تکه شد. این قوانین را خود او بنیان نهاده بود.